# Дера-Бугти (округ)
Дера-Бугти (урду ضلع ڈیرہ بگٹی‎, англ. Dera Bugti District) — один из 30 округов пакистанской провинции Белуджистан. Административный центр — город Дера-Бугти.

## География
Площадь округа — 10 160 км². На севере граничит с округами Кохлу и Баркхан, на северо-западе — с округом Болан, на западе — с округом Насирабад, на юге — с округом Джафарабад и провинцией Синд, на востоке — с провинцией Пенджаб.

## Административно-территориальное деление
Округ делится на три техсила:
- Дера-Бугти
- Пхеллаваг
- Суй

## Население
По данным переписи 1998 года, население округа составляло 181 310 человек, из которых мужчины составляли 53,67 %, женщины — соответственно 46,33 %. Уровень грамотности населения (от 10 лет и старше) составлял 11,7 %. Уровень урбанизации — 8,55 %. Средняя плотность населения — 17,85 чел./км².